# Scottopsyllus minor
Scottopsyllus minor är en kräftdjursart som först beskrevs av T. Scott och A. Scott 1895.  Scottopsyllus minor ingår i släktet Scottopsyllus och familjen Paramesochridae. Arten är reproducerande i Sverige. Inga underarter finns listade i Catalogue of Life.